# 喬·馬勒
喬·馬勒（英語：Joe Marler；1990年7月7日—）是一位英格蘭橄欖球運動員。他是英格蘭國家橄欖球隊的一員，代表英格蘭參加了2015年世界盃橄欖球賽。